# VESA 강화 영상 단자

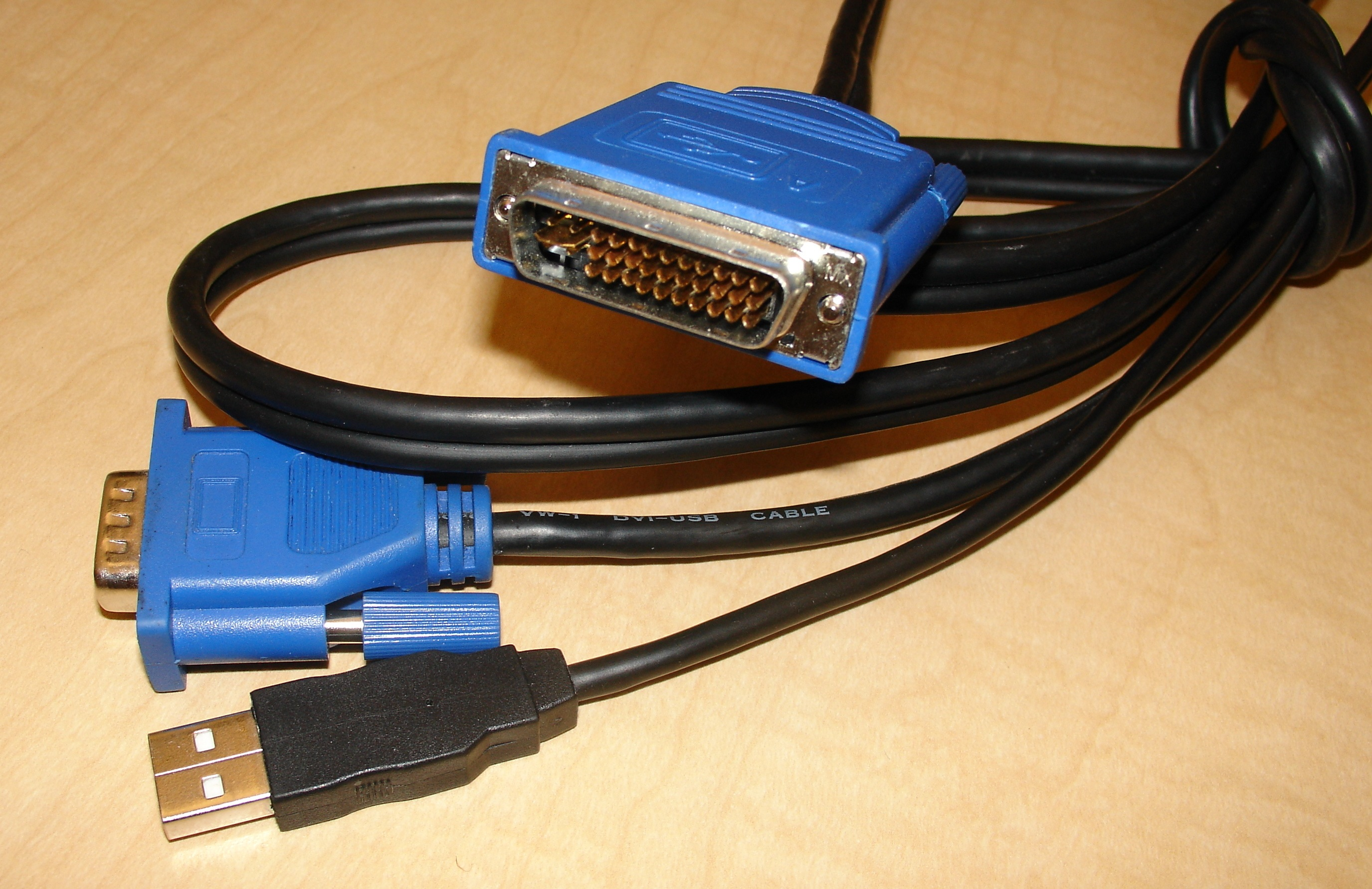
M1-A EVC 케이블

VESA 강화 영상 단자(VESA Enhanced Video Connector, EVC)는 VESA 표준으로, 비디오, 오디오, 파이어와이어 및 USB를 단일 케이블 시스템에 통합하여 컴퓨터 주변의 케이블 수를 줄이려는 의도로 만들어졌으며, 35핀 몰렉스 마이크로크로스 단자로 끝난다. 목표는 모니터를 연결의 중심점으로 만드는 것이었다. EVC 물리적 표준은 1994년 11월에 비준되었으며, 핀 배열 및 신호 표준은 1년 후에 따랐다.

## 역사
VESA(Video Electronic Standards Association)는 아날로그 비디오를 위한 VGA 단자의 후속작 개발을 시작하여 1994년 11월에 EVC 물리적 표준을 발표했으며, 이어서 1995년 11월에 핀 배열 및 신호 표준을 발표했다. 1997년 6월 P&D 표준이 발표된 후, EVC 표준에 대한 개정판이 1997년 11월에 발행되었다.

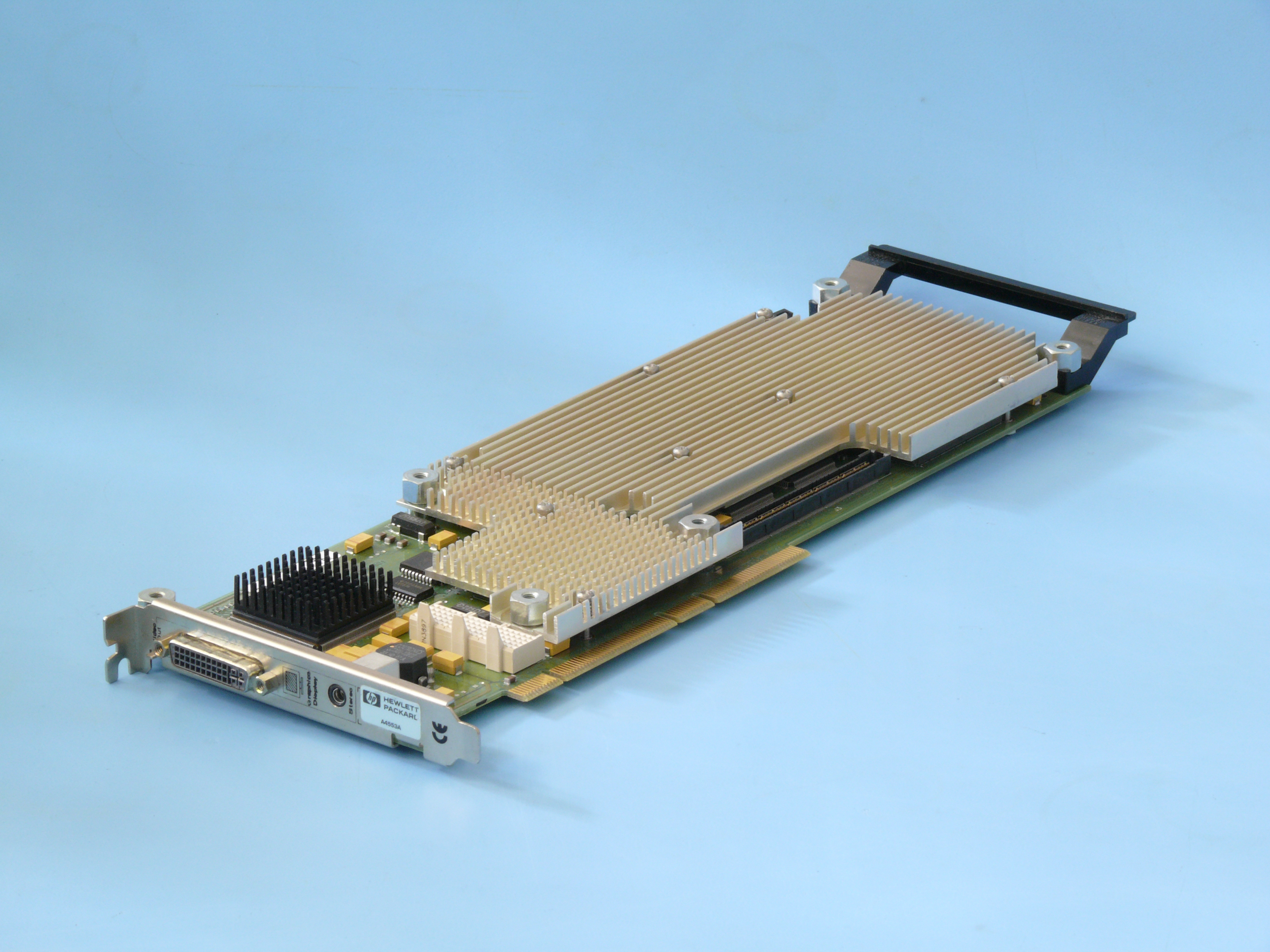
일부 HP9000 워크스테이션은 EVC 단자를 사용했으며, 여기서는 VISUALIZE fx4 그래픽 카드(부품 번호 A4553A)에 촬영되었다.

EVC는 몇몇 제품에 사용되었으며, 아마도 1997년에 출시된 HP9000 B/C/J 클래스 워크스테이션에서 가장 흔하게 찾아볼 수 있었다. EVC는 컴퓨터 제조업체들에게 인기를 얻지는 못했지만, 물리적으로 동일한 35핀 인터페이스를 사용하지만 쉘이 다른 VESA 플러그 앤 디스플레이(P&D) 표준으로 발전하여 아날로그 및 디지털 비디오와 데이터를 모두 전송할 수 있게 되었다. 디지털 비주얼 인터페이스(DVI, 1999)는 본질적으로 P&D의 수정된 버전으로 데이터 신호를 제거하고 두 번째, 세 쌍의 디지털 비디오 채널을 추가하여 최대 해상도를 높여 디지털 비디오 연결의 산업 표준이 되었고 널리 구현되었다.

## 기술
VESA EVC 단자는 아날로그 비디오(VGA 기반) 출력, 비디오 입력(컴포지트 또는 S 비디오), 파이어와이어, 아날로그 스테레오 오디오(입력 및 출력), 그리고 USB 신호를 전달할 수 있다. 아날로그 비디오는 C5 교차 접지면을 둘러싼 C1–C4 핀으로 전달된다. 이는 고급 워크스테이션에 일반적으로 장착되었고 단자에 3개의 소형 동축 단자가 내장된 13W3 단자의 발전이었다. 몰렉스가 개발한 의사 동축 "마이크로크로스"는 더 간단한 조립으로 비슷한 차폐 성능을 제공했다. EVC 핀의 물리적 배열은 아날로그 오디오(입력 및 출력) 및 비디오 입력을 전달하는 EVC 핀을 통해 디지털 비디오를 전달하는 새로운 VESA 플러그 앤 디스플레이(P&D)와 동일하다.:§1.3.3.1 단자는 쉘의 모양으로 구별할 수 있다. EVC 단자의 쉘은 D-sub 단자의 쉘과 유사하게 등변사다리꼴 모양인 반면, P&D 단자는 DVI 단자와 유사하게 D자형 쉘을 가지고 있다.
1997년에 개정된 EVC 표준은 이를 P&D-A라는 대체 이름을 부여하여 그해 초에 출시되었고 아날로그 및 디지털 비디오 단자(P&D-A/D)와 디지털 전용 비디오 단자(P&D-D)를 지정한 P&D 단자 제품군과 연결했다.:§7.8
| 핀 | 기능                                   | EVC (P&D-A)                  |
| -- | -------------------------------------- | ---------------------------- |
| 1  | 범용, 세 번째 접점                     | 오디오 출력 (R)              |
| 2  | 범용, 세 번째 접점                     | 오디오 출력 (L)              |
| 3  | 범용, 세 번째 접점                     | 오디오 출력 리턴             |
| 4  | 범용, 세 번째 접점                     | 동기 리턴                    |
| 5  | 범용, 세 번째 접점                     | 수평 동기 (TTL)              |
| 6  | 범용, 세 번째 접점                     | 수직 동기 (TTL)              |
| 7  | 범용, 세 번째 접점                     | 예약됨                       |
| 8  | 범용, 네 번째 접점                     | 예약됨                       |
| 9  | 범용, 세 번째 접점                     | 1394 쌍 A, 데이터 -          |
| 10 | 범용, 세 번째 접점                     | 1394 쌍 A, 데이터 +          |
| 11 | 범용, 세 번째 접점                     | 예약됨                       |
| 12 | 범용, 세 번째 접점                     | 예약됨                       |
| 13 | 범용, 세 번째 접점                     | 비디오 입력, Y 또는 컴포지트 |
| 14 | 범용, 세 번째 접점                     | 비디오 입력, 리턴            |
| 15 | 범용, 세 번째 접점                     | 비디오 입력, C               |
| 16 | 범용, 세 번째 접점                     | USB 데이터 +                 |
| 17 | 범용, 세 번째 접점                     | USB 데이터 -                 |
| 18 | 범용, 네 번째 접점                     | USB / 1394 공통 모드 실드    |
| 19 | 범용, 세 번째 접점                     | 1394 Vg                      |
| 20 | 범용, 세 번째 접점                     | 1394 Vp                      |
| 21 | 범용, 세 번째 접점                     | 오디오 입력 (L)              |
| 22 | 범용, 세 번째 접점                     | 오디오 입력 (R)              |
| 23 | 범용, 세 번째 접점                     | 오디오 입력 리턴             |
| 24 | 범용, 세 번째 접점                     | 스테레오 동기 (TTL)          |
| 25 | 범용, 세 번째 접점                     | DDC 리턴                     |
| 26 | 범용, 세 번째 접점                     | DDC 데이터 (SDA)             |
| 27 | 범용, 세 번째 접점                     | DDC 클록 (SCL)               |
| 28 | 범용, 네 번째 접점                     | +5 VDC                       |
| 29 | 범용, 세 번째 접점                     | 1394 쌍 B, 클록 +            |
| 30 | 범용, 세 번째 접점                     | 1394 쌍 B, 클록 -            |
| C1 | 의사 동축, 네 번째 접점                | 레드 비디오                  |
| C2 | 의사 동축, 네 번째 접점                | 그린 비디오                  |
| C3 | 의사 동축, 네 번째 접점                | 사용 안 함                   |
| C4 | 의사 동축, 네 번째 접점                | 블루 비디오                  |
| C5 | 의사 동축 라인 공통 접지, 두 번째 접점 | 접지                         |

## 같이 보기
- HDI-45 단자, 애플이 동시에 개발한 독점 표준으로, 여러 케이블을 통합하려는 목적을 가졌다.